# 美国日食列表

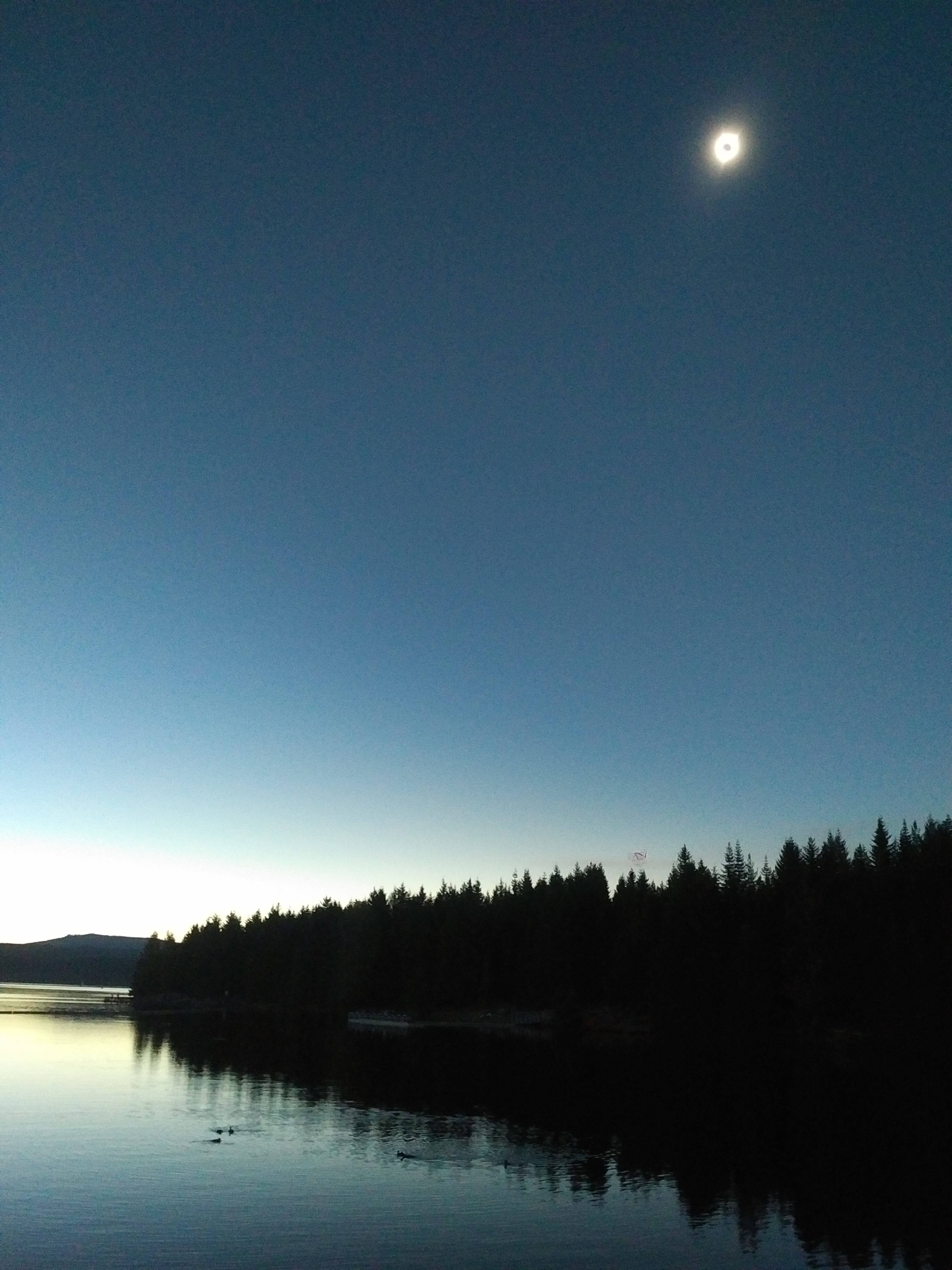
2017年8月21日俄勒冈州蒂莫西湖观测到的日全食

美国日食列表是1901年至2100年间于美国可见的日食列表，收集了全食带或环食带经过现今美国陆地领土的日食事件。

## 1901年–1950年
| 1908年6月28日日食 日环食 | 1918年6月8日日食 日全食  | 1919年11月22日日食 日环食  | 1923年9月10日日食 日全食 |
| 1925年1月24日日食 日全食 | 1927年6月29日日食 日全食 | 1930年4月28日日食 日全环食 | 1932年8月31日日食 日全食 |
| 1939年4月19日日食 日环食 | 1940年4月7日日食 日环食  | 1943年2月4日日食 日全食    | 1945年7月9日日食 日全食  |
| 1948年5月9日日食 日环食  | 1950年9月12日日食 日全食 |                            |                          |

## 1951年–2000年
| 1951年9月1日日食 日环食  | 1954年6月30日日食 日全食 | 1959年10月2日日食 日全食 | 1963年7月20日日食 日全食 |
| 1970年3月7日日食 日全食  | 1972年7月10日日食 日全食 | 1979年2月26日日食 日全食 | 1984年5月30日日食 日环食 |
| 1990年7月22日日食 日全食 | 1991年7月11日日食 日全食 | 1992年1月4日日食 日环食  | 1994年5月10日日食 日环食 |

## 2001年–2050年
| 2012年5月20日日食 日环食 | 2017年8月21日日食 日全食 | 2023年10月14日日食 日环食 | 2024年4月8日日食 日全食  |
| 2033年3月30日日食 日全食 | 2039年6月21日日食 日环食 | 2044年8月23日日食 日全食  | 2045年8月12日日食 日全食 |
| 2046年2月5日日食 日环食  | 2048年6月11日日食 日环食 |                           |                          |

## 2051年–2100年
| 2052年3月30日日食 日全食  | 2056年1月16日日食 日环食 | 2057年7月1日日食 日环食  | 2066年6月22日日食 日环食 |
| 2077年11月15日日食 日环食 | 2078年5月11日日食 日全食 | 2079年5月1日日食 日全食  | 2084年7月3日日食 日环食  |
| 2093年7月23日日食 日环食  | 2097年5月11日日食 日全食 | 2099年9月14日日食 日全食 | 2100年3月10日日食 日环食 |